# 사사베역
사사베역(일본어: 笹部駅, ささべえき)은 일본 효고현 가와니시시에 있는 노세 전철 묘켄 선의 역이다. 역 번호는 NS11이다.

## 역사
- 1923년 11월 3일: 영업 개시.

## 역 구조
단선 승강장 1면 1선의 지상역에서 상하행 선의 열차가 동일 승강장에 발착한다. 승강장 유효 길이는 4량 편성분이다.
역 구내는 복선 부분의 용지가 확보되어 있지만, 선로는 야마시타 방향의 바로 앞에서 단선이다.
역사 내에는 자동 매표기나 자동 개찰기, 자동 정산기가 1대씩 설치되어 있다. 노세 전철 선내에서는 배리어 프리화가 진행되고 있는 역이 많지만 본 역의 개찰구에는 계단을 승강할 필요가 있다. 또한, 화장실은 설치되지 않았고 역 부근에도 공중 변소는 설치되지 않았다.
역 외부를 위한 역명판은 오랫동안 설치되지 않았지만 2009년에 소형의 역명판이 게시되었다.

## 역 주변
남쪽은 주택이 밀집하는 야마토 단지(한큐 기타네오 폴리스)가 위치하면서 동쪽의 육교를 건넌 곳에 있다.
한편, 북쪽은 시가화 조정 구역으로 지정되어 전원 풍경이 일고 있다. 북쪽은 역사 앞의 차도에서 접속할 수 있지만 이 도로는 차량의 이합이 어려운 정도로 노폭이 좁다.
- 야마토 단지(한큐 기타네오 폴리스)
- 가와니시 야마토 우체국

## 인접역
| 노세 전철 ■ 묘켄 선       | 노세 전철 ■ 묘켄 선 | 노세 전철 ■ 묘켄 선         |
| ------------------------- | ------------------- | --------------------------- |
| NS10 야마시타 우메다 방면 | ■ 보통              | 고후다이 NS12 묘켄구치 방면 |